# Schelde-Freileitungskreuzung Doel

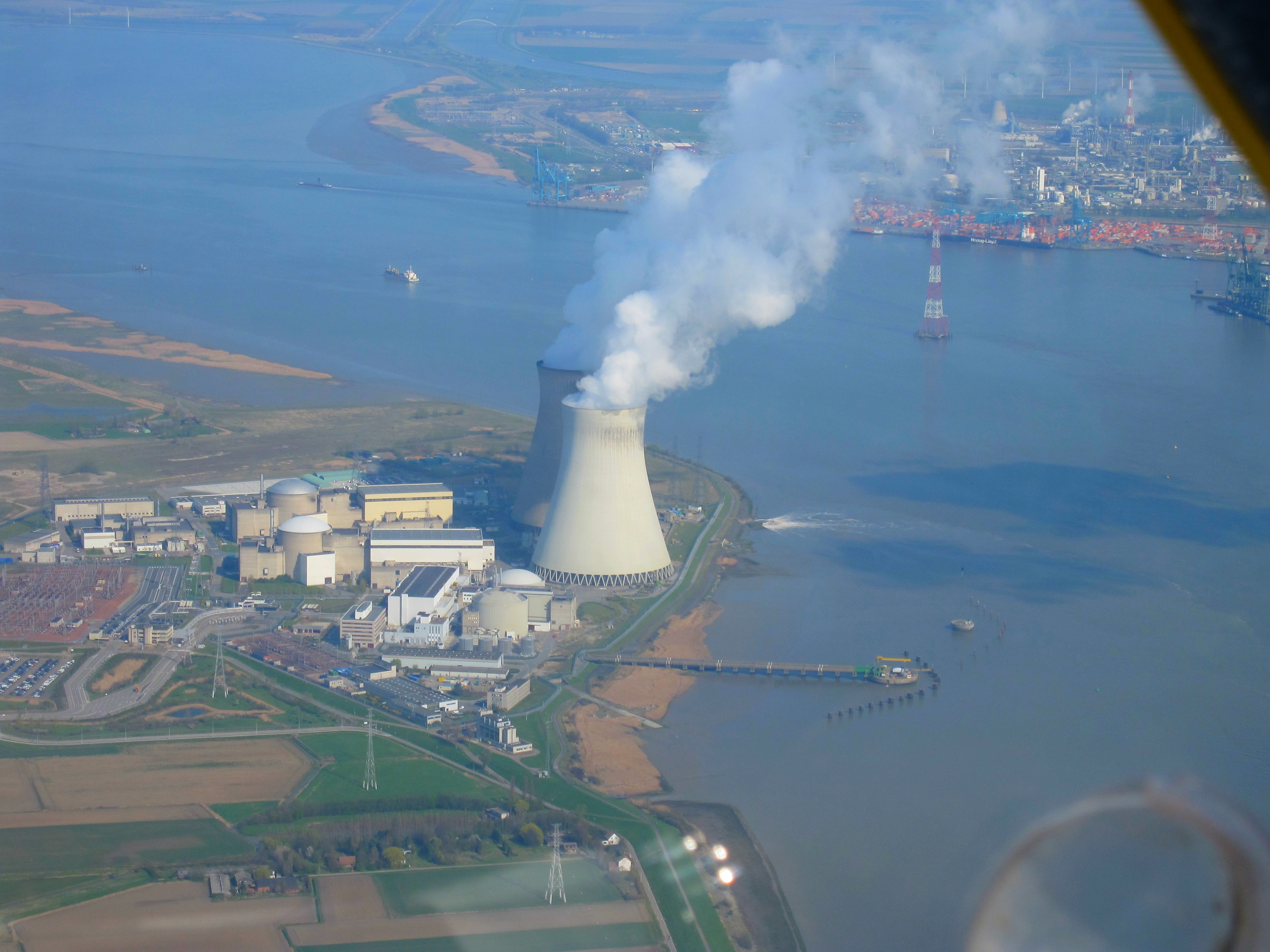
Luftaufnahme des Kernkraftwerks Doel. Rechts im Hintergrund sind die beiden Tragmasten der Freileitungskreuzung zu erkennen.

Die Schelde-Freileitungskreuzung Doel nördlich des Kernkraftwerks Doel ist Teil der 380-kV-Leitung vom Kernkraftwerk zum Umspannwerk Scheldelaan. Sie besteht aus einem Abspannmast am westlichen Scheldeufer und zwei je 170 Meter hohen Tragmasten, von denen einer auf einem Caisson in der Schelde steht. Die Spannweite zwischen den beiden Tragmasten ist 1200 Meter, die zwischen den Abspannmast am westlichen Scheldeufer und dem Tragmast in der Schelde beträgt 1000 Meter.